# Вайль-ам-Райн
Вайль-ам-Райн (нем. Weil am Rhein, алем. нем. Wiil am Rhii [ˌʋiːləmˈriː]) — город в Германии, районный центр, расположен в земле Баден-Вюртемберг.
Подчинён административному округу Фрайбург. Входит в состав района Лёррах. Население составляет 29 918 человек (на 31 декабря 2010 года). Занимает площадь 19,47 км². Официальный код — 08 3 36 091.
Город подразделяется на шесть городских районов.
В 2007 году из города через Рейн во Францию был построен мост Трёх стран.